# Pluto et la Tortue
Pour plus de détails, voir Fiche technique et Distribution.
Pluto et la Tortue (Pluto's Surprise Package) est un court métrage d'animation américain de la série Pluto réalisé par Charles A. Nichols pour les studios Disney et sorti en 1949.

## Synopsis
Pluto essaye de rapporter le courrier depuis la boite aux lettres mais il tombe sur un paquet rebelle. Il contient en fait une tortue qui décide de nager dans le bassin. Le vent se met aussi de la partie en dispersant les lettres tandis que le chien est occupé avec la tortue.

## Fiche technique
- Titre original : Pluto's Surprise Package
- Titre français : Pluto et la Tortue

- Autres titres :
  - Finlande : Pluto ja liikkuva postipaketti
  - Suède : Pluto blir överaskad, Plutos mystiska paket

- Série : Pluto

- Réalisation : Charles A. Nichols
- Scénario : Eric Gurney, Milt Schaffer
- Décors : Brice Mack
- Layout : Karl Karpé
- Animation : Hugh Fraser, George Kreisl, Dan McManus, George Rowley
- Musique : Oliver Wallace
- Production : Walt Disney
- Société de production : Walt Disney Productions
- Société de distribution : RKO Radio Pictures
- Pays :  États-Unis
- Langue : anglais
- Format : Couleur (Technicolor) -  35 mm - 1,37:1 - Son mono (RCA Sound System)
- Durée : 7 min
- Date de sortie : 
  - États-Unis : 4 mars 1949[1]

## Distribution
- Pinto Colvig : Pluto (voix)